# Homicide (wrestler)
Homicide, pseudonimo di Nelson Erazo (Brooklyn, 20 marzo 1977), è un wrestler statunitense.
Faceva parte, assieme ad Hernandez, Salinas, Konnan ed Héctor Guerrero, della stable Latin American Exchange. Assieme ad Hernandez è stato NWA World Tag Team Champion e TNA World Tag Team Champion, ha detenuto una volta anche il TNA X Division Championship e l'ROH World Championship, .

## Personaggio

### Mosse finali
- Gringo Cutter (Cutter)
- Da Gringo Killa / Cop Killa (Vertabreaker)
- West Brooklyn Lariat (Lariat)

## Titoli e riconoscimenti
Assault Championship Wrestling
- ACW Great American Championship (1)

Big Japan Pro Wrestling
- BJPW Junior Heavyweight Championship (1)

Doghouse Championship Wrestling
- DCW Heavyweight Championship (1)
- DCW Tag Team Championship (1 - con Grim Reefer)

Eastern Pro Wrestling
- EPW Cruiserweight Championship (1)

Impact Championship Wrestling
- ICW Tag Team Championship (1 - con Boogalou)

International Wrestling Association
- IWA World Tag Team Championship (1) - con Hernandez

International Wrestling Union
- IWU Georgia Championship (3)

Jersey Championship Wrestling
- JCW Heavyweight Championship (1)

Long Island Wrestling Federation
- LIWF Heavyweight Championship (1)
- LIWF Lightweight Championship (1)
- LIWF New Jersey Championship (1)

New Horizon Pro Wrestling
- NHPW Art of Fighting Championship (1)

NWA Wildside
- NWA Wildside Tag Team Championship (2) - con Rainman

Pro Wrestling Unplugged
- PWU Heavyweight Championship (1)

USA Pro Wrestling / USA Xtreme Wrestling
- USA Pro Heavyweight Championship (1)
- USA Pro United States Championship (1)
- UXW Xtreme Championship (2)

Full Impact Pro
- FIP World Heavyweight Championship (1)

Jersey All Pro Wrestling
- JAPW Heavyweight Championship (7)
- JAPW Tag Team Championship (7) - 2 con Kane D - 1 con Don Montoya - 1 con B-Boy - 1 con Teddy Hart - 1 con Hernandez - 1 con Eddie Kingston

Pro Wrestling Guerrilla
- PWG World Tag Team Championship (1) - con B-Boy
- Tango & Cash Invitational (2004) - con B-Boy

Ring of Honor
- ROH World Championship (1)
- Trios Tournament (2005) - con Ricky Reyes e Rocky Romero

Pro Wrestling Illustrated
- 54º tra i 500 migliori wrestler singoli nella PWI 500 (2007)

Total Nonstop Action Wrestling
- NWA World Tag Team Championship (2) - con Hernandez
- TNA World Tag Team Championship (1) - con Hernandez
- TNA X Division Championship (1)
- Deuces Wild Tag Team Tournament (2008) - con Hernandez
- Match of the Year (2006) - con Hernandez vs. A.J. Styles e Christopher Daniels a TNA Surrender